# ورزشگاه کلمار
ورزشگاه کلمار (به فرانسوی: Colmar Stadium) یک ورزشگاه فوتبال در فرانسه است که در کلمار واقع شده‌است.